# Vương Tuấn Khải
Vương Tuấn Khải (giản thể: 王俊凯; phồn thể: 王俊凱; bính âm: Wáng JùnKǎi, sinh ngày 21 tháng 9 năm 1999), tên tiếng Anh là Karry Wang, anh là một ca sĩ, diễn viên và người mẫu người Trung Quốc, thành viên nhóm nhạc thần tượng Trung Quốc TFBOYS từ năm 2013. Vương Tuấn Khải là một trong những người giàu có nhất Trung Quốc sinh sau năm 1990, với tài sản cá nhân trị giá 248 triệu nhân dân tệ (36 triệu USD) tính đến tháng 12 năm 2016. Năm 2018, anh được Chương trình Môi trường Liên Hợp Quốc UNEP bổ nhiệm danh hiệu "Đại sứ thiện chí Môi trường Liên Hợp Quốc". Anh được công nhận giữ Kỷ lục Thế giới Guinness vì có "Bài đăng được chia sẻ nhiều nhất trên Weibo"  và một trong 10 người có sức ảnh hưởng nhất Trung Quốc năm 2015 theo Hội nghị Internet thế giới.

## Tiểu sử
Tuấn Khải sinh ra tại quận Cửu Long Pha, Trùng Khánh, Trung Quốc. Cuối năm 2010, thông qua cuộc thi tuyển chọn, anh gia nhập và trở thành thực tập sinh của TF Entertainment. Trước khi ra mắt, Khải đã tham gia vào mini album "Tôi không muốn thay đổi" của TF Family. Anh đã phát hành một số bài hát cover trực tuyến, và tham gia vào các chương trình thử giọng. Đặc biệt, bản cover "Hành tây" của anh (hát gốc A Tín) đã nhận được sự chú ý và được một số cơ quan báo chí đưa tin.
Năm 2012, Khải đã từng tham gia nhiều cuộc thi như "China's Got Talent", "Thiếu niên hướng về phía trước", "Thiếu niên thiên tài" nhưng đều dừng chân ở top 100 hoặc vòng bán kết. Dù vậy, Khải vẫn tiếp tục kiên trì với ước mơ của mình.
Ngày 28 tháng 7 năm 2013, TFBOYS được thành lập, Khải cùng với Vương Nguyên và Dịch Dương Thiên Tỉ hoạt động dưới danh nghĩa là thành viên của nhóm nhạc TFBOYS do TF Entertainment thành lập
Ngày 6 tháng 8 năm 2013, TFBOYS được xuất đạo  .
Năm 2017, anh ghi danh vào Học viện Điện ảnh Bắc Kinh, sau khi vượt qua kỳ thi tuyển sinh đại học, nhận được nhiều sự tán dương của giới truyền thông.

## Sự nghiệp

### Hoạt động nổi bật
Năm 2015, Khải được công nhận giữ kỷ lục Guinness thế giới trong Sách Kỷ lục Guinness vì có "Bài đăng trên Weibo được chia sẻ nhiều nhất" với 42.776.438 lượt chia sẻ.
Tháng 3 năm 2017, Khải được Nike mời tham gia vào quá trình thiết kế giày thể thao Air Max mới. Vào tháng 6, Khải đã làm vedette cho nhà mốt Dolce & Gabbana trong buổi trình diễn thời trang Xuân-Hè 2018 của nam giới tại Milano. Cùng năm đó, anh trở thành ngôi sao nam trẻ tuổi nhất lên trang bìa của Harper's Bazaar và L'Officiel Hommes. Tháng 12, Khải được công bố là đại sứ thương hiệu toàn cầu cho Swatch. Cùng tháng, có thông báo rằng Ngân hàng Công thương Trung Quốc (ICBC) sẽ làm việc với Visa China và Vương Tuấn Khải, để mang đến thẻ tín dụng công cộng được thiết kế công khai của Galaxy · Karry Wang.
Ngày 1 tháng 1 năm 2018, Khải trở thành đại sứ thương hiệu toàn cầu nước hoa và mỹ phẩm Lancôme. Ngày 21 tháng 11, anh cắt đứt mối quan hệ với Dolce & Gabbana, cuối cùng chấm dứt vai trò đại sứ cho thương hiệu này sau cuộc tranh cãi ở Thượng Hải.
Năm 2019, Khải xếp hạng 12 trong Danh sách 100 người nổi tiếng Trung Quốc của Forbes. Ngày 20 tháng 11, anh trở thành đại sứ khu vực Trung Quốc thương hiệu Dior.
Năm 2020, Khải xếp hạng 10 trong Danh sách 100 người nổi tiếng Trung Quốc của Forbes.

### Hoạt động nghệ thuật
Tháng 5 năm 2015, đĩa đơn đầu tiên cover ca khúc "Young" của anh được phát hành và giành vị trí đầu tiên trên Top Music Chart. Cùng năm, Khải tham gia diễn xuất trong bộ phim Trường Thành của đạo diễn Trương Nghệ Mưu. Tháng 9, anh xác nhận đóng vai chính trong bộ phim truyền hình Tru Tiên Thanh Vân Chí với vai diễn Lâm Kinh Vũ. Tháng 11, Khải cùng Vương Nguyên và Dịch Dương Thiên Tỉ tham gia chương trình truyền hình thực tế Toàn Viên Gia Tốc với sự tham gia của hơn 50 người nổi tiếng trong suốt mùa 1.
Tháng 3 năm 2016, web drama Mật Mã Siêu Thiếu Niên chính thức ra mắt, Khải vào vai chính Hạ Thường An. Ngày 19 tháng 7, anh phát hành đĩa đơn thứ hai "Nỗi nhớ vòng đu quay" như là một phần của nhạc nền của series Mật Mã Siêu Thiếu Niên. OST đạt vị trí số 1 trên Bảng xếp hạng Billboard China V trong 3 tuần liên tiếp. Sau đó, Khải tiếp tục phát hành đĩa đơn "Thụ độc". Tháng 9, phim truyền hình Thời Đại Niên Thiếu Của Chúng Ta chính thức ra mắt, Khải vào vai chính Ô Đồng.
Tháng 1 năm 2017, Khải phát hành đĩa đơn "Áo bông nhỏ", được sản xuất bởi Lý Vinh Hạo. "Áo bông nhỏ" được vinh danh là một trong 10 bài hát hàng đầu tại Liên hoan bảng xếp hạng châu Á 2017. Cùng năm đó, Khải được mệnh danh là đại sứ quảng cáo của Trung Quốc cho bộ phim Kingsman: Tổ chức Hoàng Kim và phát hành bài hát chủ đề "Lạnh ấm". Tháng 9, anh đã phát hành một đĩa đơn có tựa đề "Karry on" như một phần của lễ kỷ niệm sinh nhật lần thứ 18. Sau đó, anh tham gia diễn xuất trong bộ phim Trung Quốc chuyển thể từ tiểu thuyết nổi tiếng Nhật Bản Điều Kì Diệu Ở Tiệm Tạp Hóa Namiya, được công chiếu vào ngày 30 tháng 12 năm 2017 cùng với Đổng Tử Kiện và Địch Lệ Nhiệt Ba.  Ngoài ra, anh còn hát bài hát chủ đề của bộ phim, có tựa đề "Chuyến tàu trong sương" với Lý Kiện. Cùng năm, Khải trở thành khách mời chính của chương trình truyền hình thực tế Cao Năng Thiếu Niên Đoàn mùa 1 cùng Lưu Hạo Nhiên, Trương Nhất Sơn, Vương Đại Lục, Đổng Tử Kiện. Tháng 12, bộ phim phiêu lưu dành cho giới trẻ Thiên Khanh Ưng Liệp lên sóng, Khải vào vai chính Trương Bảo Khánh.
Ngày 15 tháng 2 năm 2018, anh xuất hiện trong Gala Lễ hội mùa xuân Mậu Tuất của CCTV. Tháng 5, "Phòng Văn hóa Điện ảnh và Truyền hình Thượng Hải" của Khải được thành lập. Tháng 8 cùng năm, Khải phát hành cuốn tự truyện đầu tiên của mình có tựa đề "Sự khác biệt của 19 tuổi". Sau đó, anh tiếp tục được mời tham gia chương trình truyền hình thực tế Cao Năng Thiếu Niên Đoàn mùa 2 cùng Dương Tử, Trương Nhất Sơn, Vương Đại Lục, Đổng Tử Kiện. Anh cũng nhận lời mời tham gia chương trình truyền hình Nhà hàng Trung Hoa mùa 2 với Tô Hữu Bằng, Triệu Vy, Thư Kỳ, Bạch Cử Cương.
Năm 2019, Khải tham gia Nhà hàng Trung Hoa mùa 3 cùng Huỳnh Hiểu Minh, Dương Tử, Tần Hải Lộ, Lâm Thuật Nguy. Ngày 13 tháng 7, Khải trở về Trùng Khánh tham dự Lễ hội âm nhạc Trung Quốc năm 2019 của Đài truyền hình vệ tinh Chiết Giang. Ngày 22 tháng 7, anh phát hành đĩa đơn "Sinh trưởng". Ngày 23 cùng tháng, Khải tham dự buổi hòa nhạc của Mayday tại Sân vận động Quốc gia Bắc Kinh với tư cách khách mời và hát 2 ca khúc "Hành tây", "Mãn nguyện" với Ashin. Ngày 7 tháng 9, anh tham dự Lễ trao giải của Hiệp hội Nghệ thuật Biểu diễn và Điện ảnh Trung Quốc lần thứ 17 và giành được giải thưởng "Diễn viên mới". Ngày 1 tháng 11 cùng năm, Khải đã tổ chức buổi hòa nhạc cá nhân đầu tiên tại Nhà thi đấu Ngũ Khỏa Tùng ở Bắc Kinh - Concert "Không giới hạn" và mời Thái Y Lâm làm khách mời cho đĩa đơn hợp xướng "Lực hút trái tim".
Ngày 1 tháng 1 năm 2020, Khải tham gia biểu diễn kịch sân khấu "Sunrise" tại Học viện Điện ảnh Bắc Kinh. Ngày 14 tháng 3, Khải tham gia chương trình thực tế âm nhạc Ban Nhạc Của Chúng Ta trong vai trò cố vấn cùng Tạ Đình Phong và Tiêu Kính Đằng.
Ngày 5 tháng 1 năm 2021, Khải tham gia biểu diễn kịch sân khấu "Cánh cổng lớn" tại Học viện Điện ảnh Bắc Kinh, đây cũng là vở kịch tốt nghiệp của sinh viên khóa 17 ngành diễn xuất ban hí kịch của Học viện Điện ảnh Bắc Kinh.

## Hoạt động xã hội
Tháng 9 năm 2014, Khải xếp hạng nhất trong hoạt động "Yiqisei" trên Weibo trong danh sách Top 10 ngôi sao phúc lợi công cộng có ảnh hưởng nhất năm 2014.
Ngày 4 tháng 5 năm 2015, Khải được mời đại diện cho giới trẻ Trùng Khánh tham dự "Diễn đàn Thanh niên xuất sắc" lần thứ 19 và xuất hiện trên CCTV News. Ngày 23 tháng 7, anh thay mặt cho Hội học sinh của Trường Trung học Bát Trung, Trùng Khánh tham gia "Đại hội Liên hiệp học sinh toàn quốc" lần thứ 26 và một lần nữa xuất hiện trên CCTV News.
Ngày 13 tháng 3 năm 2016, Khải được mời làm Đại sứ xanh cho hoạt động tiếp nhận cây xanh của sinh viên Đại học Quốc gia lần thứ 6. Ngày 29 tháng 4, với tư cách là đại diện của Trường Trung học Bát Trung, Trùng Khánh, anh đã tham gia ghi hình cho chương trình "Những bông hoa tháng 5", Gala Liên hoan Thanh niên xây dựng ước mơ lần thứ 4 tháng 5, được phát sóng trên CCTV vào tối ngày 4 tháng 5.
Tháng 3 năm 2017, Khải được bổ nhiệm là một trong những "Đặc phái viên của hành động thanh niên" cho "Ngày cuộc sống thế giới", một chiến dịch chung của Chương trình Môi trường Liên Hợp Quốc, Quỹ bảo vệ động vật quốc tế và Bảo tồn thiên nhiên. Ngày 3 tháng 3, Khải được trao tặng danh hiệu "Thanh niên tiên phong hành động" và được mời quay video phúc lợi công cộng để lên tiếng bảo vệ các loài động vật và thực vật hoang dã có nguy cơ tuyệt chủng. Ngày 24 tháng 6, anh tham gia ghi hình "Glory and Dreams-Our Chinese Dream Series" "Public Service Film", thể hiện vinh quang và ước mơ, đồng thời lan tỏa năng lượng xã hội tích cực. Ngày 15 tháng 8, anh xuất hiện tại phòng khám miễn phí của "Han Hong Love Hundred People Aid Ning" với tư cách là một thanh niên tiên phong của tình nguyện viên Hàn Hồng, giành giải vàng "Bazaar Fashion". Vào sinh nhật lần thứ 18 của mình, anh đã tuyên bố thành lập quỹ từ thiện của riêng mình - "Kindle Blue Fund" với dự án đầu tiên là xây dựng một thư viện cho trẻ em sống ở vùng núi. Vào tháng 11, Khải lần đầu tiên đại diện cho một thanh niên Trung Quốc đối thoại với nhà vật lý Stephen Hawking. Ngày 23 tháng 11, anh ấy đã tham gia chiến dịch quảng bá "Vượt qua ô nhiễm và chung tay tham gia vào chiến dịch quảng bá "Trái Đất không ô nhiễm". Ngày 16 tháng 12, Khải trở thành đại diện quốc dân của "Tuần phim học sinh Tiểu học và Trung học", tham gia lễ bế mạc "Tuần phim học sinh Tiểu học và Trung học toàn quốc" lần thứ hai.
Tháng 4 năm 2018, Khải được Chương trình Môi trường Liên Hợp Quốc (UNEP) - tổ chức đồng hành cùng với cuộc thi Hoa hậu Trái Đất - bổ nhiệm làm "Đại sứ thiện chí Môi trường Liên Hợp Quốc".
Ngày 13 tháng 3 năm 2019, Khải đã đến Nairobi, thủ đô của Kenya và bắt đầu chuyến đi từ thiện đến Châu Phi với tư cách là "Đại sứ thiện chí Môi trường Liên Hợp Quốc". Anh được mời tham gia "Hội nghị Môi trường Liên Hợp Quốc lần thứ 4" và lên tiếng kêu gọi bảo vệ hệ sinh thái. Với tư cách là đại sứ thiện chí trẻ nhất của Chương trình Môi trường Liên Hợp Quốc, anh đã có bài phát biểu bằng tiếng Anh và khởi xướng lời kêu gọi đến Hội nghị Liên minh Thời trang, bày tỏ ý tưởng dẫn đầu các khái niệm thời trang mới và thúc đẩy phát triển bền vững thông qua sự đổi mới của ngành thời trang trong nguyên liệu và quy trình sản xuất. Tháng 5 năm 2019, Khải tham dự sự kiện "Diễn đàn thanh niên đổi mới" và được bổ nhiệm danh hiệu "Đại sứ thanh niên APEC Voice of Future 2019".

## Âm nhạc

### Solo
| Năm phát hành | Thời gian phát hành | Tên bài hát                             | Tên tiếng Trung    | Ghi chú                                                                            |
| ------------- | ------------------- | --------------------------------------- | ------------------ | ---------------------------------------------------------------------------------- |
| 2015          | 08/05               | Young                                   | 样                 |                                                                                    |
| 2016          | 19/07               | Nỗi Nhớ Vòng Đu Quay                    | 摩天轮的思念       | OST "Mật mã siêu thiếu niên"                                                       |
| 2016          | 12/08               | Thụ Độc                                 | 树读               |                                                                                    |
| 2017          | 18/01               | Áo Bông Nhỏ                             | 小棉袄             |                                                                                    |
| 2017          | 15/05               | Đứa Trẻ Không Hoàn Mỹ                   | 不完美小孩         |                                                                                    |
| 2017          | 23/09               | Tương Lai Màu Lam Rực Rỡ (Karry On)     | 焕蓝·未来          |                                                                                    |
| 2017          | 24/09               | Lạnh Nhạt Và Ấm Áp                      | 冷暖               | Ca khúc chủ đề phim "Kingsman: Tổ chức Hoàng Kim"                                  |
| 2018          | 28/03               | Ta Ở Tru Tiên Tiêu Dao Giản             | 我在诛仙逍遥涧     | Ca khúc chủ đề game "Tru Tiên"                                                     |
| 2018          | 04/05               | Vẹn Tròn Ước Mộng Một Đời               | 圆梦一代           | Ca khúc hợp tác cùng mạng Trường An Trung Quốc dâng tặng ngày lễ Thanh niên Ngũ Tứ |
| 2018          | 19/09               | Của Anh (You're Mine)                   | 我的               |                                                                                    |
| 2018          | 21/09               | Tỉnh Giấc (Awake)                       | 醒着               |                                                                                    |
| 2019          | 01/06               | Mùa Xuân Ở Nơi Đâu? (Where Is Spring ?) | 春天在哪里？       | Ca khúc dành tặng các em thiếu nhi nhân ngày Quốc tế Thiếu nhi 1/6                 |
| 2019          | 22/07               | Sinh Trưởng                             | 生长               |                                                                                    |
| 2019          | 27/09               | Ain't Got No Love                       |                    |                                                                                    |
| 2019          | 31/10               | Sao Băng                                | 流星               |                                                                                    |
| 2020          | 01/06               | Thắp Sáng                               | 點亮               | Ca khúc dành tặng các em thiếu nhi nhân ngày Quốc tế Thiếu nhi 1/6                 |
| 2020          | 10/08               | Beautiful                               |                    |                                                                                    |
| 2021          | 09/03               | Sức Sống Bừng Sáng                      | 元气发光           | Ca khúc chủ đề hợp tác với KÉRASTASE                                               |
| 2022          | 10/08               | Ghi lại mọi thứ người đã trao tôi       | 记录你所给我的一切 | OST "Đoạn Kiều"                                                                    |
| 2023          | 06/08               | Nhìn lại                                | 回望               |                                                                                    |

### Cộng tác
| Năm phát hành | Thời gian phát hành | Tên bài hát                | Tên tiếng Trung | Cộng tác với                                                                            | Ghi chú |
| ------------- | ------------------- | -------------------------- | --------------- | --------------------------------------------------------------------------------------- | --- |
| 2013          | 17/5                | Phố Vũ Thiếu Niên          | 街舞少年        | Vương Nguyên và các thành viên TF Family (F1)                                           | |
| 2017          | 01/04               | Thiếu Niên Kiêu Hãnh       | 驕傲的少年      | Lưu Hạo Nhiên, Đổng Tử Kiện, Trương Nhất Sơn, Vương Đại Lục                             | Ca khúc chủ đề show "Cao năng thiếu niên đoàn" mùa 1                                                        |
| 2017          | 29/11               | Giấc Mộng Trung Hoa        | 中國夢          | Quan Hiểu Đồng, Quách Tử Phàm và nhiều nghệ sĩ khác                                     | |
| 2017          | 26/12               | Chuyến Tàu Trong Sương     | 雾中列车        | Lý Kiện                                                                                 | Ca khúc chủ đề phim "Điều kì diệu ở tiệm tạp hóa Namiya"                                                    |
| 2018          | 25/08               | Có Một Hương Vị Gọi Là Nhà | 有種味道叫做家  | Bạch Cử Cương                                                                           | |
| 2019          | 04/05               | Trên Con Đường Thanh Xuân  | 青春路上        | Quan Hiểu Đồng, Tống Tổ Nhi và nhiều nghệ sĩ khác                                       | Ca khúc gửi tới Tổ quốc nhân kỉ niệm trăm năm Ngũ Tứ của các sinh viên "Học viện Điện ảnh Bắc Kinh"         |
| 2019          | 26/07               | Nhà hàng Trung Hoa         | 中餐廳          | Dương Tử, Huỳnh Hiểu Minh, Tần Hải Lộ                                                   | Ca khúc chủ đề show "Nhà hàng Trung Hoa" mùa 3                                                              |
| 2019          | 01/11               | Lực Hút Trái Tim           | 心引力          | Thái Y Lâm                                                                              | |
| 2020          | 01/01               | Sao Trời Biển Lớn          | 星辰大海        | Dịch Dương Thiên Tỉ, Lưu Hạo Nhiên, Châu Đông Vũ, Hứa Ngụy Châu và nhiều diễn viên khác | Ca khúc chủ đề lễ trao giải Kim Kê                                                                          |
| 2020          | 17/02               | Bảo Trọng                  | 保重            | Tạ Đình Phong, Tiêu Kính Đằng                                                           | Ca khúc cổ vũ những người đang ở tiền tuyến chống dịch COVID-19 do "Nhân dân nhật báo Trung Quốc" phát hành |
| 2020          | 14/03               | Tôi Nói Là Được            | 我说了算        | Tạ Đình Phong, Tiêu Kính Đằng                                                           | Ca khúc chủ đề show "Ban nhạc của chúng ta"                                                                 |
| 2020          | 30/09               | Tôi Và Quê Hương Tôi       | 我和我的家鄉    | Vương Nguyên, Dương Tử và nhiều nghệ sĩ khác                                            | Ca khúc quảng bá phim điện ảnh "Tôi và quê hương tôi"                                                       |
| 2022          | 17/8                | Ánh thơ hiến dâng đêm tối  | 黑夜的献诗      | Mạc Tây Tử Thi                                                                          | Ca khúc cuối phim "Đoạn Kiều"                                                                               |

### Cover
| Năm  | Ngày tháng | Tên bài hát                                 | Tên tiếng Trung      | Ghi chú               |
| ---- | ---------- | ------------------------------------------- | -------------------- | --------------------- |
| 2011 | 26/03      | Có Gì Không Thể                             | 有何不可             | Trước debut           |
| 2011 | 23/04      | Bình Minh Tiếp Theo                         | 下一个天亮           | Trước debut           |
| 2011 | 13/06      | Tôi Muốn Được Hạnh Phúc                     | 我要快乐             | Trước debut           |
| 2011 | 31/08      | Cỗ Máy Thời Gian                            | 时光机               | Trước debut           |
| 2012 | 02/02      | Những Bông Hoa Ấy                           | 那些花儿             | Trước debut           |
| 2012 | 08/02      | Chim Trong Lồng                             | 囚鸟                 | Trước debut           |
| 2012 | 01/06      | Ước Mơ Thuở Ban Đầu                         | 最初的梦想           | Trước debut           |
| 2012 | 08/07      | Đáng Tiếc Không Phải Em                     | 可惜不是你           | Trước debut           |
| 2012 | 09/07      | Cho Tương Lai Chính Mình                    | 给未来的自己         | Trước debut           |
| 2012 | 15/07      | Một Người Như Mùa Hạ, Một Người Như Mùa Thu | 一个像夏天一个像秋天 | Trước debut           |
| 2012 | 16/07      | Khóc Nấc                                    | 哭泣                 | Trước debut           |
| 2012 | 03/08      | Bàn Tay Nhỏ Nắm Bàn Tay Lớn                 | 小手拉大手           | Trước debut           |
| 2012 | 14/08      | Đã Yêu Như Thế                              | 这样爱了             | Trước debut           |
| 2012 | 08/09      | Trong Tiếng Hát Của Tôi                     | 我的歌声里           | Trước debut           |
| 2012 | 21/09      | Ngược Sáng                                  | 逆光                 | Trước debut           |
| 2012 | 13/10      | Bản Tình Ca Nhỏ                             | 小情歌               | Trước debut           |
| 2013 | 05/02      | Không Đến Được                              | 到不了               | Trước debut           |
| 2013 | 01/04      | Khi Tình Yêu Đã Thành Chuyện Cũ             | 当爱已成往事         | Trước debut           |
| 2013 | 01/06      | Hành Tây                                    | 洋葱                 | Trước debut           |
| 2013 | 08/11      | Đổng Tiểu Thư                               | 董小姐               | Sau debut             |
| 2014 | 24/01      | Thế giới Chưa Kết Thúc                      | 世界未末日           | Sau debut             |
| 2014 | 28/02      | Cùng Tôi Ngắm Mặt Trời Mọc                  | 陪我看日出           | Sau debut             |
| 2014 | 14/03      | An Tĩnh                                     | 安静                 | Sau debut             |
| 2014 | 28/03      | Thất Lý Hương                               | 七里香               | Sau debut             |
| 2014 | 30/04      | Tạm Biệt                                    | 再见                 | Sau debut             |
| 2014 | 20/06      | Hồng Trần Khách Trạm                        | 红尘客栈             | Sau debut             |
| 2014 | 27/06      | Chí Ít Còn Có Em                            | 至少还有你           | Sau debut             |
| 2014 | 04/07      | Tiếng Vỗ Tay Vang Dậy                       | 掌声响起来           | Sau debut             |
| 2014 | 21/09      | Tiếp Tục – Gửi Tôi Của Tuổi 15              | 继续-给十五岁的自己  | Sau debut             |
| 2014 | 17/10      | Hạnh Phúc Đã Hẹn Ước Ở Nơi Đâu              | 说好的幸福呢         | Sau debut             |
| 2014 | 14/11      | Hoa Nở Khắp Thành                           | 满城花开             | Sau debut             |
| 2014 | 05/12      | Hoa Hồng Đỏ                                 | 红玫瑰               | Sau debut             |
| 2014 | 19/12      | Cung Dưỡng Ái Tình                          | 爱情供养             | Sau debut             |
| 2015 | 13/03      | An Tĩnh                                     | 安静                 | Sau debut             |
| 2015 | 03/04      | Đừng Nói Gì Cả                              | 不要说话             | Sau debut             |
| 2015 | 24/04      | Quang Vinh                                  | 光荣                 | Sau debut             |
| 2015 | 12/06      | Ngày Mai Ơi, Xin Chào                       | 明天，你好           | Sau debut             |
| 2015 | 19/09      | Tôi Muốn Mùa Hè                             | 我要夏天             | Sau debut             |
| 2015 | 19/09      | Người Mẫu                                   | 模特                 | Sau debut             |
| 2023 | 06/08      | Dịu Dàng                                    | 温柔                 | Concert 10 năm TFBoys |

## Điện ảnh và truyền hình

### Phim điện ảnh
| Năm  | Tên tiếng Việt                       | Tên tiếng Trung | Tên tiếng Anh                           | Vai diễn                    | Ghi chú   |
| ---- | ------------------------------------ | --------------- | --------------------------------------- | --------------------------- | --------- |
| 2015 | Điệp Viên Báo Thù                    | 致命追击        | Pound of Flesh                          | Ca sĩ trong nhóm nhạc Boy   | Cameo     |
| 2015 | Lão Pháo Nhi                         | 老炮儿          | Mr.Six                                  |                             | Cameo     |
| 2016 | Tước Tích 2                          | 爵跡2:冷血狂宴  | L.O.R.D: Legend of Ravaging Dynasties 2 | Hàn Sương Tự                | Vai phụ   |
| 2016 | Trường Thành                         | 长城            | The Great Wall                          | Tống Nhân Tông              | Vai phụ   |
| 2017 | Điều kì diệu của tiệm tạp hóa Namiya | 解忧杂货店      | Namiya                                  | Tiểu Ba                     | Vai chính |
| 2020 | Tôi Và Quê Hương Tôi                 | 我和我的家乡    | My People, My Homeland                  | Khương Tiểu Khải            | Vai phụ   |
| 2021 | 1921                                 | 1921            | 1921                                    | Đặng Ân Minh                | Cameo     |
| 2021 | Sất Trá Phong Vân                    | 叱咤风云        | Nezha                                   | K - Một tay đua xe trẻ tuổi | Cameo     |
| 2022 | Đoạn Kiều                            | 断桥            | The Fallen Bridge                       | Mạnh Siêu                   | Vai chính |
| 2022 | Đường Về Vạn Dặm·                    | 万里归途        | Home Coming                             | Thành Lãng                  | Vai chính |
| 2023 | Nhím Gai                             | 刺猬            | Hedgehog                                | Chu Chính                   | Vai chính |
| 2024 | Con Hoang                            | 野孩子          | Stand by me                             | Mã Lượng                    | Vai chính |

### Phim truyền hình
| Năm  | Tên tiếng Việt                   | Tên tiếng Trung | Tên tiếng Anh                 | Vai diễn              | Ghi chú   |
| ---- | -------------------------------- | --------------- | ----------------------------- | --------------------- | --------- |
| 2016 | Tiểu Biệt Ly                     | 小别离          | A Love For Separation         | Lý Tưởng              | Cameo     |
| 2016 | Tru Tiên Thanh Vân Chí           | 青云志          | Noble Aspirations             | Lâm Kinh Vũ (lúc nhỏ) | Vai phụ   |
| 2016 | Mật Mã Siêu Thiếu Niên           | 超少年密码      | Finding Soul                  | Hạ Thường An (001)    | Vai chính |
| 2017 | Thời Đại Niên Thiếu Của Chúng Ta | 我们的少年时代  | Boy Hood                      | Ô Đồng                | Vai chính |
| 2018 | Thiên Khanh Ưng Liệp             | 天坑鹰猎        | Eagles And Youngster          | Trương Bảo Khánh      | Vai chính |
| 2019 | Chủ Nhiệm Lớp Tôi                | 我是班主任      | I Am The Head Teacher         | Bảo Diên              | Cameo     |
| 2020 | Thượng Cổ Mật Ước                | 上古密约        | Guardians Of The Ancient Oath | Bách Lý Hạo Hòa       | Vai phụ   |
| 2021 | Lý Tưởng Chiếu Rọi Trung Quốc    | 理想照耀中国    | Faith Makes Great             | Lâm Minh              | Vai chính |
| 2022 | Cánh Cổng Trùng Sinh             | 重生之门        | Be Reborn                     | Trang Văn Kiệt        | Vai chính |

### Phim ngắn
| Năm  | Tên tiếng Việt                     | Tên tiếng Trung      | Vai diễn                   | Ghi chú   |
| ---- | ---------------------------------- | -------------------- | -------------------------- | --------- |
| 2014 | Phòng Tự Học Nam Sinh              | 男生学院自习室       | Bản thân                   | Vai chính |
| 2016 | Tôi Là TFPhone Của Bạn             | 我是你的TFphone      | Thiếu niên nổi loạn        | Vai chính |
| 2017 | Làm Bạn Nhé                        | 看不见的TA之做朋友吧 | Người đàn ông điện thoại   | Vai chính |
| 2018 | Phá Vỡ Không Gian Ảo Chỉ Vì Em     | 冲破次元只为你       | Nhà tâm linh Mo Bai        | Vai chính |
| 2018 | Yêu, Trở Về Thôi                   | 爱, 回家             | Bản thân                   | Vai chính |
| 2018 | Theo Gió Vào Giấc Mộng             | 随风潜入梦           | Bản thân                   | Vai chính |
| 2018 | Phố Núi Tuổi 19: Hồi Ức Vị Giác    | 王俊凯:山城十九岁    | Bản thân                   | Vai chính |
| 2018 | Phố Núi Tuổi 19: Chuyện Cũ Phố Núi | 王俊凯:山城十九岁    | Bản thân                   | Vai chính |
| 2020 | Nhiệm Vụ                           | 任务                 | Robot 2020 Vương Tuấn Khải | Vai chính |

### Show truyền hình
| Năm  | Tên show                        | Tên tiếng Anh              | Tên tiếng Trung | Ghi chú                                              |
| ---- | ------------------------------- | -------------------------- | --------------- | ---------------------------------------------------- |
| 2013 | TF Teens Go (mùa 1)             | TF Teens Go - Season 1     |                 | MC chính                                             |
| 2014 | TF Teens Go (mùa 2)             | TF Teens Go - Season 2     |                 | MC chính                                             |
| 2014 | Sổ Tay Thần Tượng TFBoys        |                            |                 | 11 tập                                               |
| 2014 | Khoái Lạc Đại Bản Doanh         | Happy Camp                 | 快乐大本营      | Khách mời                                            |
| 2015 | TF Teens Go (mùa 3)             | TF Teens Go - Season 3     |                 | MC chính                                             |
| 2015 | Nhật Ký Quan Sát TFBoys         |                            |                 | 18 tập                                               |
| 2015 | Toàn Viên Gia Tốc (mùa 1)       | Run For Time               | 全员加速中      | Khách mời cố định                                    |
| 2015 | Thần Tượng Đến Rồi              | The Birth Of Actor         | 演员的诞生      | Khách mời trợ diễn                                   |
| 2015 | Khoái Lạc Đại Bản Doanh         | Happy Camp                 | 快乐大本营      | Quảng bá phim "Điều kỳ diệu của tiệm tạp hóa Namiya" |
| 2015 | Tôi Muốn Hát Cùng Bạn           | Come Sing with Me          | 我想和你唱      | Khách mời                                            |
| 2015 | Cao Năng Thiếu Niên Đoàn(Mùa 1) | Give Me Five - Season 1    | 高能少年团1     | Thành viên cố định                                   |
| 2018 | Cao Năng Thiếu Niên Đoàn(Mùa 2) | Give Me Five - Season 2    | 高能少年团2     | Thành viên cố định                                   |
| 2018 | Nhà Hàng Trung Hoa (mùa 2)      | Chinese RestaurantSeason 2 | 中餐厅2         | Thành viên cố định                                   |
| 2018 | Khoái Lạc Đại Bản Doanh         | Happy Camp                 | 快乐大本营      | Quảng bá show "Nhà hàng Trung Hoa" mùa 2             |
| 2019 | Nhà Hàng Trung Hoa (mùa 3)      | Chinese RestaurantSeason 3 | 中餐厅3         | Tập 1-8                                              |
| 2019 | Khoái Lạc Đại Bản Doanh         | Happy Camp                 | 快乐大本营      | Quảng bá show "Nhà hàng Trung Hoa" mùa 3             |
| 2019 | Khoái Lạc Đại Bản Doanh         | Happy Camp                 | 快乐大本营      | Khách mời                                            |
| 2020 | Ban Nhạc Của Chúng Ta           | Me To Us                   | 我們的樂        | Cố vấn                                               |
| 2020 | Khoái Lạc Đại Bản Doanh         | Happy Camp                 | 快乐大本营      | Quảng bá show "Ban nhạc của chúng ta"                |
| 2020 | Nhà Hàng Trung Hoa (mùa 4)      | Chinese RestaurantSeason 4 | 中餐厅4         | Khách mời tập 9-12                                   |
| 2020 | Kinh điển vịnh lưu truyềnMùa 3  |                            | 经典咏流传      | Ca sĩ khách mời                                      |
| 2021 | Lên Sóng Nào!Thiếu Niên Tài Sắc | Bravo Youngsters           | 上线吧华彩少年  | Giám khảo khách mời                                  |
| 2021 | Vừa Hay Ta Còn Trẻ              | Oh Youth                   | 恰好是少年      | Thành viên cố định                                   |
| 2023 | Hướng Về Cuộc Sống              | Back To Field              | 向往的生        | Khách mời tập 9                                      |
| 2024 | Mèo trong hộp                   | Cat in box                 | 盒子里的猫      | Khách mời tập 4                                      |
| 2024 | Xin chào thứ bảy                | Hello Saturday             | 你好, 星期六    | Khách mời ngày 06/07/2024                            |

## Tạp chí
Vương Tuấn Khải là nam nghệ sĩ duy nhất có bìa đơn số Kim cửu của ngũ đại tạp chí nữ, cũng là nghệ sĩ nhỏ tuổi nhất lên bìa đơn Kim cửu của ngũ đại tạp chí nữ.	Vương Tuấn Khải là nghệ sĩ duy nhất sở hữu song bìa đơn Kim cửu hệ Thời thượng  Bazaar (Harper's Bazaar và Harper's Bazaar Men). Đồng thời cũng sở hữu song bìa đơn Ngân thập hệ Thời thượng Cosmo (Cosmopolitan và Esquire), song bìa đơn Khai niên hệ Thời trang (L'Officiel và L'Officiel Hommes). Vương Tuấn Khải là nghệ sĩ duy nhất lên bìa Cosmopolitan 4 lần.
Dưới đây là bảng thống kê số lần lên bìa tạp chí của Vương Tuấn Khải tính từ bìa tạp chí solo đầu tiên vào tháng 9 năm 2017.			

## Đại ngôn và đại sứ
| STT | Năm  | Ngày tháng | Thương hiệu               | Vai trò                                                                                                | Ghi chú      |
| --- | ---- | ---------- | ------------------------- | --- | ------------ |
| 1   | 2017 | 08/03      | NIKE AIR                  | Đại diện phát ngôn khu vực châu Á – Thái Bình Dương series thanh thiếu niên NIKE AIR                   | Hết hợp đồng |
| 2   | 2017 | 06/11      | Roseonly                  | Đại diện phát ngôn toàn cầu                                                                            | Hết hợp đồng |
| 3   | 2017 | 01/12      | ICBC                      | Phát hành "Thẻ tín dụng Vương Tuấn Khải – tinh hệ vũ trụ"                                              | Hết hợp đồng |
| 4   | 2017 | 29/12      | Swatch                    | Đại diện phát ngôn toàn cầu                                                                            | Hết hợp đồng |
| 5   | 2018 | 01/01      | Lancôme                   | Đại sứ thương hiệu                                                                                     | Hết hợp đồng |
| 6   | 2018 | 05/01      | Dell                      | Đại diện phát ngôn toàn cầu                                                                            | Hết hợp đồng |
| 7   | 2018 | 22/01      | iReader                   | Đại diện phát ngôn toàn cầu                                                                            |              |
| 8   | 2018 | 13/02      | Dolce & Gabbana           | Đại sứ khu vực châu Á - Thái Bình Dương - là đại sứ trẻ tuổi nhất từ trước đến nay của thương hiệu này | Hết hợp đồng |
| 9   | 2018 | 26/02      | Oppo                      | Thành viên gia tộc ngôi sao                                                                            |              |
| 10  | 2018 | 21/03      | Tru Tiên 3                | Đại diện phát ngôn toàn cầu                                                                            | Hết hợp đồng |
| 11  | 2018 | 23/03      | Snickers                  | Đại diện nhãn hiệu                                                                                     |              |
| 12  | 2018 | 15/05      | Bolon                     | Đại diện toàn cầu thương hiệu                                                                          |              |
| 13  | 2018 | 16/05      | Pizza Hut                 | Đại diện thương hiệu                                                                                   | Hết hợp đồng |
| 14  | 2018 | 27/08      | Rejoice                   | Đại diện toàn cầu sản phẩm nam                                                                         |              |
| 15  | 2018 | 19/09      | Purcotton                 | Đại diện thương hiệu - là người đại diện phát ngôn đầu tiên của thương hiệu này                        | Hết hợp đồng |
| 16  | 2018 | 22/09      | Sony                      | Đại diện dòng sản phẩm tai nghe                                                                        | Hết hợp đồng |
| 17  | 2019 | 05/02      | 51Talk                    | Đại diện thương hiệu                                                                                   |              |
| 18  | 2019 | 26/02      | Ariel                     | Đại diện nhãn hiệu                                                                                     | Hết hợp đồng |
| 19  | 2019 | 07/03      | Chunyue                   | Đại diện nhãn hiệu                                                                                     |              |
| 20  | 2019 | 08/04      | Anessa                    | Đại diện thương hiệu                                                                                   |              |
| 21  | 2019 | 18/04      | Stride                    | Đại diện thương hiệu                                                                                   | Hết hợp đồng |
| 22  | 2019 | 02/05      | KFC                       | Đại diện thương hiệu                                                                                   |              |
| 23  | 2019 | 19/08      | Xiangpiaopiao             | Đại diện thương hiệu                                                                                   | Hết hợp đồng |
| 24  | 2019 | 20/11      | Dior                      | Đại sứ khu vực Trung Quốc                                                                              |              |
| 25  | 2020 | 26/04      | Lexus                     | Đại diện phát ngôn toàn cầu                                                                            |              |
| 26  | 2020 | 26/05      | Olay                      | Đại diện toàn dòng sản phẩm chăm sóc cơ thể                                                            |              |
| 27  | 2020 | 30/06      | Mengniu Dairy             | Đại diện phát ngôn toàn cầu                                                                            |              |
| 28  | 2020 | 23/07      | Guerlain                  | Đại diện dòng sản phẩm bảo vệ da                                                                       |              |
| 29  | 2020 | 26/08      | I.T                       | Đại diện phát ngôn toàn cầu - là người phát ngôn trẻ nhất cho toàn bộ tập đoàn thời trang này          |              |
| 30  | 2020 | 28/08      | Liên Minh Huyền Thoại     | Đại diện phát ngôn                                                                                     |              |
| 31  | 2021 | 11/01      | Christian Louboutin       | Đại diện thương hiệu - là đại diện đầu tiên trong lịch sử của thương hiệu này                          |              |
| 32  | 2021 | 23/01      | Kérastase                 | Đại diện phát ngôn khu vực Trung Quốc                                                                  |              |
| 33  | 2021 | 01/03      | Bobbi Brown               | Đại diện phát ngôn khu vực châu Á - Thái Bình Dương                                                    |              |
| 34  | 2021 | 26/03      | Quark                     | Đại diện phát ngôn - là đại diện đầu tiên của app này                                                  |              |
| 35  | 2021 | 02/04      | Thang Đạt Nhân            | Đại diện phát ngôn thương hiệu                                                                         |              |
| 36  | 2021 | 09/04      | Coca-Cola                 | Đại diện phát ngôn thương hiệu                                                                         |              |
| 37  | 2021 | 16/04      | Morphy Richards           | Đại diện phát ngôn thương hiệu                                                                         |              |
| 38  | 2021 | 17/05      | Dòng nước hoa nam Dior    | Đại diện phát ngôn thương hiệu                                                                         |              |
| 39  | 2021 | 27/05      | Intel Core                | Đại diện thương hiệu                                                                                   | Hết hợp đồng |
| 40  | 2021 | 07/06      | Sisley                    | Đại diện phát ngôn toàn cầu thương hiệu                                                                |              |
| 41  | 2021 | 22/09      | Filorga                   | Đại diện toàn cầu - là đại diện đầu tiên của thương hiệu                                               |              |
| 42  | 2022 |            | Nivea                     | Đại diện phát ngôn                                                                                     |              |
| 43  | 2022 |            | Tổ yến tươi hầm Tiểu Tiên | Người kiểm định năng lượng                                                                             |              |
| 44  | 2022 |            | PIAGET                    | Đại diện toàn dòng của thương hiệu                                                                     |              |
| 45  | 2022 | 18/11      | MIIOW                     | Đại diện thương hiệu                                                                                   |              |
| 46  | 2023 | 21/09      | CHAMPION                  | Đại diện phát ngôn khu vực đại Trung Hoa                                                               |              |
| 47  | 2024 | 25/03      | CROCS                     | Đại diện phát ngôn thương hiệu toàn cầu                                                                |              |
| 48  | 2024 | 13/09      | WATERCOME                 | Đại diện thương hiệu                                                                                   |              |
| 49  | 2024 | 07/11      | LUCKY COFFEE              | Đại diện toàn cầu                                                                                      |              |

{| class="wikitable"
|+
!style="color:white; background-color:blue; |STT
!style="color:white; background-color:blue; |Năm
!style="color:white; background-color:blue; |Tháng/Số phát hành
!style="color:white; background-color:blue; |Tên tạp chí
!style="color:white; background-color:blue; |Bìa
!style="color:white; background-color:blue; |Ghi chú
|-
|1
|rowspan="5" |2017
|9 (Kim Cửu)
|Harper's Bazaar
|Song bìa đơn
|
|-
|2
|10 (Ngân Thập)
|Vogue Me
|Song bìa (1 bìa đơn, 1 quần phong)
|
|-
|3
|Số 327 - Phát hành ngày 25/10
|Grazia
|Song bìa đơn
|
|-
|4
|12
|Tuần san tin tức  Trung Quốc
|Bìa quần phong
|Tạp chí tin tức - Nhân vật nghệ sĩ ảnh hưởng nhất Trung Quốc năm 2017
|-
|5
|12
|Nhân vật
|Bìa quần phong
|Tạp chí nhân vật - Một trong 10 nhân vật của năm 2017
|-
|6
|rowspan="10" |2018
|1 (Khai niên)
|L'OFFICIEL HOMMES
|Song bìa đơn
|
|-
|7
|2
|Marie Claire
|Bìa đơn
|
|-
|8
|Số 150 - Phát hành ngày 1/5
|OK!
|Song bìa đơn
|Số kỉ niệm 6 năm ngày thành lập tạp chí OK!
|-
|9
|Số Mùa hè - Phát hành tháng 6
|SuperElle
|Bìa đơn
|
|-
|10
|6
|Cosmopolitan
|Song bìa đơn
|
|-
|11
|9 (Kim Cửu)
|Harper's Bazaar (Điện tử)
|Bìa đơn
|Tuyên truyền cho phim "Thiên khanh ưng liệp"
|-
|12
|10 (Ngân Thập)
|Harper's Bazaar
|Song bìa (1 bìa đơn, 1 quần phong)
|
|-
|13
|10 (Ngân Thập)
|Vogue Me
|Bìa đơn
|
|-
|14
|10 (Ngân Thập)
|Esquire
|Bìa đơn
|
|-
|15
|Số 381 - Phát hành 14/11
|Grazia
|Bìa đơn
|
|-
|16
|rowspan="7" |2019
|1 (Khai niên)
|L'OFFICIEL 
|Bìa đơn
|
|-
|17
|6
|Nylon
|Bìa đơn
|
|-
|18
|7
|Esquire
|Song bìa đơn
|
|-
|19
|9 (Kim Cửu)
|Condé Nast Traveler
|Bìa đơn
|Tạp chí du lịch
|-
|20
|9 (Kim Cửu)
|Harper's Bazaar Men
|Bìa đơn
|
|-
|21
|10 (Ngân Thập)
|Cosmopolitan
|Bìa đơn
|
|-
|22
|11
|L'OFFICIEL HOMMES
|Bìa đơn
|
|-
|23
|rowspan="14" |2020
|1 (Khai niên)
|SuperElle
|Bìa đơn
|
|-
|24
|1 (Khai niên)
|L'OFFICIEL 
|Song bìa đơn
|
|-
|25
|1 (Khai niên)
|ELLEMEN (Tân thanh niên)
|Bìa đơn
|
|-
|26
|1 (Khai niên)
|ELLEMEN 
|Bìa đơn
|
|-
|27
|2 (Khai niên)
|NYTimesTravel
|Bìa đơn
|
|-
|28
|3 (Khai niên)
|ESQUIREfine
|Song bìa đơn
|
|-
|29
|5
|Cosmopolitan
|Bìa đơn
|Là nam nghệ sĩ đầu tiên lên bìa tạp chí này 4 lần
|-
|30
|5
|Nylon
|Bìa đơn
|Chụp cùng nhóm thành viên đến từ show "Ban nhạc của chúng ta"
|-
|31
|7
|Esquire
|Bìa đơn
|
|-
|32
|8
|ELLE
|Bìa đơn
|
|-
|33
|8
|Marie Claire NOW
|Song bìa đơn
|
|-
|34
|9 (Kim Cửu)
|TMagazine
|Bìa đơn
|
|-
|35
|Số Thu Đông
|GQ Style
|Bìa đơn
|6 tháng phát hành 1 bìa, không cố định tháng phát hành
|-
|36
|12
|Đứa con Trung Hoa
|Bìa đơn
|
|-
|37
|rowspan="5" |2021
|1 (Khai niên)
|L'OFFICIEL 
|Song bìa đơn
|
|-
|38
|1 (Khai niên)
|L'OFFICIEL HOMMES
|Song bìa đơn
|
|-
|39
|1 (Khai niên)
|ELLEMEN
|Song bìa đơn
|
|-
|40
|Số đặc biệt mùa Đông
|DRIFT
|Bìa đơn
|Tạp chí cà phê Mĩ - 1 năm phát hành 2 số
|-
|41
|6
|Esquire 
|Bìa đơn
|
|-
|42
|2022
|7
|Happer's Bazaar
|Bìa đơn
|
|}

## Giải thưởng
| Năm  | Hội đồng trao giải                                      | Tên giải thưởng                                                 | Tác phẩm đề cử  | Kết quả   | Ghi chú |
| ---- | ------------------------------------------------------- | --------------------------------------------------------------- | --------------- | --------- | ------- |
| 2015 | Sách Kỷ lục Guinness                                    | Bài đăng trên Weibo được chia sẻ nhiều nhất                     |                 | Đoạt giải |         |
| 2015 | Power Star Board                                        | Nam ca sĩ được yêu thích nhất 2014                              |                 | Đoạt giải | [ 60 ]  |
| 2015 | Top 10 most influential people in China born after 1990 | Top 10 người ảnh hưởng nhất Trung Quốc sinh sau năm 1990        |                 | Đoạt giải | [ 61 ]  |
| 2015 | Ranking Male Taiwanese And Chinese Gods                 | Nam thần hoàn mĩ 2015                                           |                 | Đoạt giải | [ 62 ]  |
| 2015 | Ranking Male Taiwanese And Chinese Gods                 | Giải thưởng nhân khí lớn hằng năm                               |                 | Đoạt giải | [ 62 ]  |
| 2015 | World Internet Conference 2015                          | Top 10 người ảnh hưởng nhất Trung Quốc trên mạng xã hội         |                 | Đoạt giải |         |
| 2015 | National Expression Big Data Report 2015                | Top 10 ngôi sao nam được thảo luận nhiều trong năm (Xếp hạng 7) |                 | Đoạt giải | [ 63 ]  |
| 2015 | Baidu Entertainment Hot Point Awards                    | Nhà vô địch la hét nổi tiếng                                    |                 | Đoạt giải | [ 64 ]  |
| 2015 | Weibo Awards Ceremony 2014                              | Giải thưởng đóng góp phúc lợi công cộng hàng năm của Weibo      |                 | Đoạt giải | [ 65 ]  |
| 2016 | Liên hoan bài hát Châu Á                                | Top 10 bài hát của năm                                          | Young           | Đoạt giải | [ 66 ]  |
| 2016 | Power Star Board                                        | Nam ca sĩ được yêu thích nhất 2015                              |                 | Đoạt giải | [ 67 ]  |
| 2017 | Liên hoan bài hát Châu Á                                | Top 10 bài hát của năm                                          | Homeward        | Đoạt giải | [ 68 ]  |
| 2017 | Liên hoan bài hát Châu Á                                | Top 10 bài hát của năm                                          | Imperfect Child | Đoạt giải | [ 68 ]  |
| 2017 | Power Star Board                                        | Nam ca sĩ được yêu thích nhất 2016                              |                 | Đoạt giải | [ 69 ]  |
| 2017 | Influential Artists Across China 2017                   | Nghệ sĩ gây ảnh hưởng khắp Trung Quốc 2017                      |                 | Đoạt giải | [ 70 ]  |
| 2018 | L'Officiel Night                                        | Giải thưởng đột phá thế hệ                                      |                 | Đoạt giải | [ 71 ]  |
| 2018 | Weibo's Top Ten Public Welfare Projects Of 2018         | Từ thiện cá nhân "Quỹ Mơ Ước Hoán Lam"                          |                 | Đoạt giải | [ 72 ]  |
| 2018 | Power Star Board                                        | Nam ca sĩ được yêu thích nhất 2017                              |                 | Đoạt giải | [ 69 ]  |
| 2019 | Giải Kim Phượng lần thứ 17                              | Diễn viên mới                                                   | Namiya          | Đoạt giải | [ 73 ]  |
| 2019 | 16th Esquire Man At His Best Awards                     | Nhân vật thời trang của năm                                     |                 | Đoạt giải | [ 74 ]  |
| 2019 | 16th Esquire Man At His Best Awards                     | Nghệ sĩ có giá trị thương mại cao nhất                          |                 | Đoạt giải | [ 75 ]  |
| 2019 | The Top Music List Of QQ 2018                           | Top 10 ca sĩ hàng đầu đại lục                                   |                 | Đoạt giải | [ 76 ]  |
| 2019 | Power Star Board                                        | Nam ca sĩ được yêu thích nhất 2018                              |                 | Đoạt giải | [ 77 ]  |
| 2019 | Power Star Board                                        | Top 1 ngôi sao nổi tiếng của năm                                |                 | Đoạt giải | [ 77 ]  |
| 2020 | Weibo Awards Ceremony 2019                              | Nghệ sĩ nổi tiếng của năm                                       |                 | Đoạt giải | [ 78 ]  |
| 2020 | Power Star Board                                        | Nam ca sĩ được yêu thích nhất Trung Quốc 2019                   |                 | Đoạt giải | [ 79 ]  |
| 2020 | Power Star Board                                        | Top 1 ngôi sao nổi tiếng của năm                                |                 | Đoạt giải | [ 79 ]  |
| 2020 | List M Of Movie Channel 2020                            | Nhà làm phim được mong đợi của năm                              |                 | Đoạt giải | [ 80 ]  |
| 2021 | Weibo Awards Ceremony 2020                              | Ca sĩ tiêu biểu của năm                                         |                 | Đoạt giải |         |

Còn nhiều giải thưởng khác chưa được nêu.

### Forbes China Celebrity 100
| Năm  | Hạng | Ref.   |
| ---- | ---- | ------ |
| 2019 | 12   | [ 81 ] |
| 2020 | 10   | [ 82 ] |
| 2021 | 9    | [ 83 ] |